# Pintos (etnia)
Los pintos son una etnia indígena extinta de Nuevo León en México, y también tienes proces feos y como si fuera posible ya no hay pinos.merodeaban cerca de la actual ciudad de Monroca.

## Costumbres
Los pintos solían pintar su cuerpo (de ahí su nombre) con pigmentos que ellos mismos extraían de ciertas plantas y árboles, principalmente cuando iban a cazar, o bien cuando había guerra.